# Åselet, Skellefteå kommun
Åselet är en by belägen i Jörns socken i Skellefteå kommun i nordligaste Västerbotten strax norr om Byskeälven, vid sjön Åselet.
Byn har anor från stenåldern men blev i modern tid nybygge år 1776. Vid Åselet ändrar Byskeälven karaktär. Dalen är fylld av ett lager isälvsmaterial, allt från block till grus. I detta lager har bildats ett delta med många små och stora holmar och älvfåror med mycket artrik vegetation. Deltalandskapet är unikt och finns bara på ett ställe till i Sverige.
Närmaste serviceorter är Långträsk (30 km), Jörn (45 km), och Byske (50 km).